# クロバナロウゲ

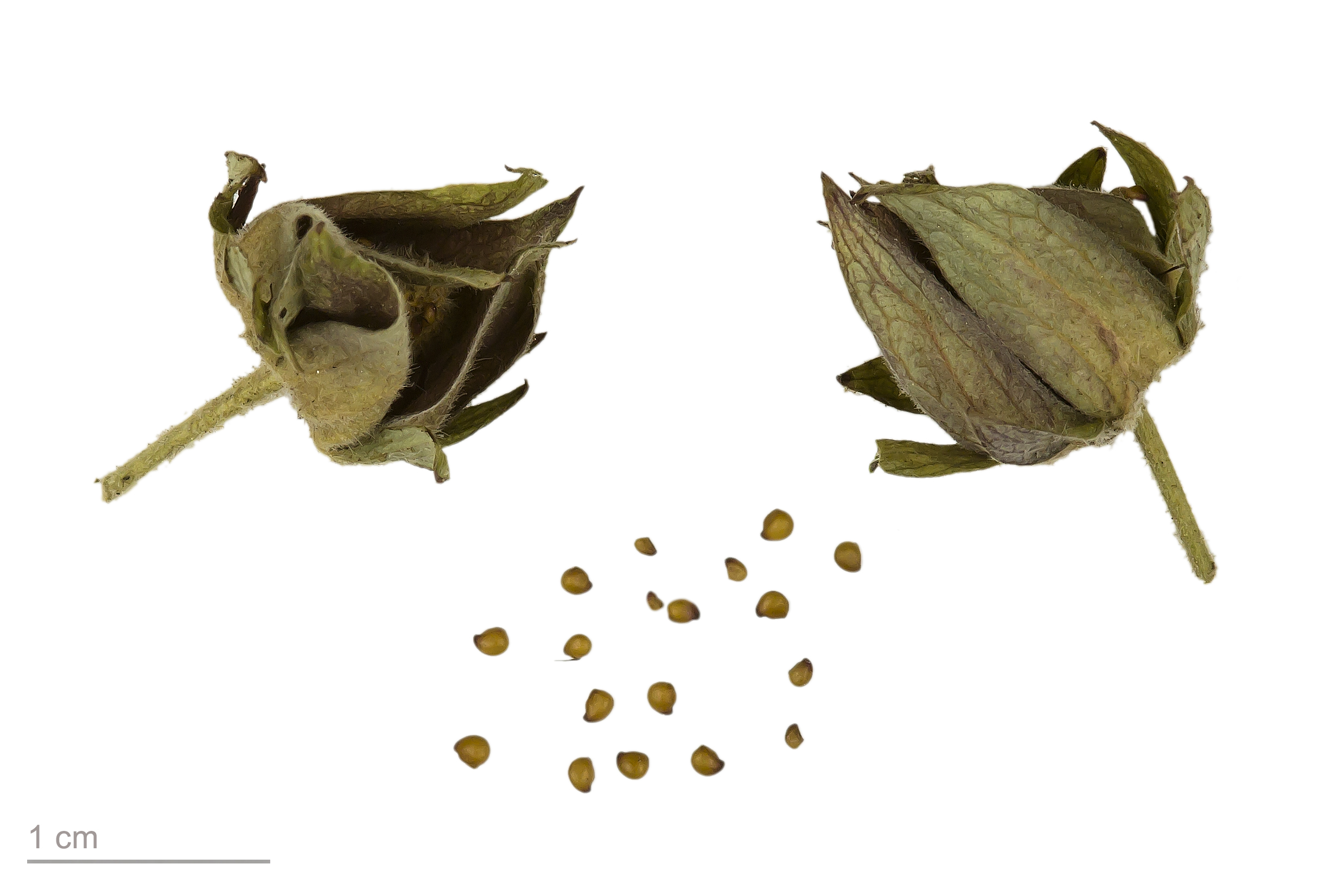
Comarum palustre

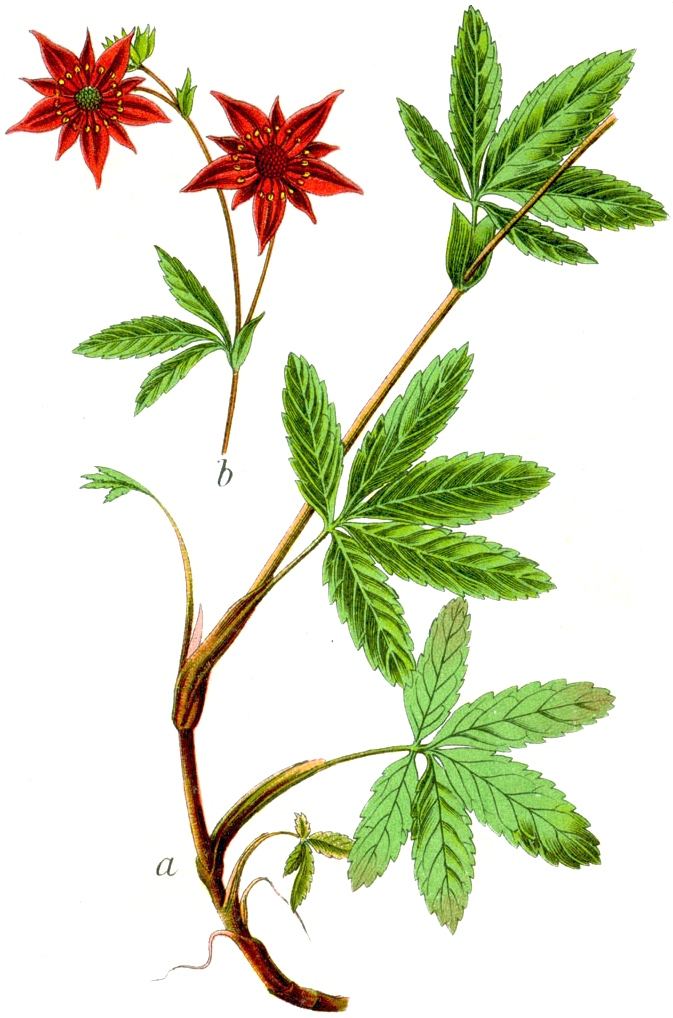
Comarum palustre

クロバナロウゲ（黒花狼牙、Comarum palustre）は、バラ科クロバナロウゲ属に属する多年草である。クロンキスト体系などではキジムシロ属クロバナロウゲ亜属に分類されていたが、APG植物分類体系では独立したクロバナロウゲ属に含められた。

## 概要
北海道、本州中部地方以北の亜高山帯の湿地や湿原に生えるが、北海道では低地にも見られる。茎は上向きの伏毛が密生する。下部は地を這って分枝し、高さ30～100cmになる。
葉は互生し、奇数羽状複葉。小葉は1～3対あり、長さ4～7cmの狭長楕円形。また葉には鋸歯があり、葉裏は白っぽく絹毛がある。葉の基部に托葉がある。
花期は7～8月。葉腋から柄を出し、まばらな集散花序をなす。花は暗紫褐色で、径は1.5～2.5cm。花弁は萼片より小さく、暗紫褐色の披針形。萼片は5個で、水平に開出し、卵形で、先が尖り、内側は暗紫褐色で、外側は緑色にやや褐色を帯びる。副萼片は5個で、萼片より細く短く、両面とも緑色。雄しべは多数ある。花後に花床が膨れる。